# Звёздный уикенд НБА
Звёздный уикенд НБА (англ. NBA All-Star Weekend) — баскетбольное мероприятие, которое включает в себя разнообразные конкурсы и развлекательные программы с кульминацией в виде Матча всех звёзд НБА. Проводится ежегодно в феврале.

## Конкурсы

### Пятница
- «Матч знаменитостей НБА» — был впервые проведён в 2003 году. В игре участвуют: завершившие карьеру звёзды НБА, игроки ЖНБА, актёры, музыканты и спортсмены различных видов спорта.

- «Матч восходящих звёзд» — с 1995 по 1999 год назывался «Матч новичков» и в нём принимали участие только игроки проводящие первый сезон в лиге. С 2000 по 2011 год назывался «Соревнование новичков», в матче принимала участие команда составленная из игроков проводящих первый сезон, которая играла против команды составленной из игроков проводящих второй сезон. С 2012 название сменилось на «Матч восходящих звёзд», также поменялся формат соревнования. В игре по прежнему участвуют первогодки и второгодки, но теперь перед матчем проводится мини-драфт. Почётные капитаны (в 2012 году это Шакил О'Нил и Чарльз Баркли) по очереди выбирают игроков в свои команды.

- «Пятница Лиги развития НБА» — впервые проводилось в 2008 году. Включает в себя: соревнование по броскам сверху, конкурс трёхочковых бросков и конкурс H-O-R-S-E. Во всех конкурсах принимают участие игроки Лиги развития НБА.

### Суббота
- «Матч всех звёзд лиги развития НБА» — впервые проведён в 2007 году. В игре принимают участие лучшие игроки Лиги развития НБА.

- «Конкурс по броскам сверху НБА» — в конкурсе принимают участие лучшие специалисты по броскам сверху из НБА. Решение о победителе принимают пять судей, путём голосования. Каждому броску сверху судьи выставляют оценку, максимум — 50 баллов.

- «Конкурс трёхочковых бросков НБА» — в конкурсе принимают участие лучшие снайперы лиги. Они выполняют по двадцать пять бросков с пяти различных точек из-за трёхочковой линии. Конкурс проводится в несколько раундов. Максимальное количество очков, которое можно заработать за один раунд — 30.

- «Конкурс умений» — впервые проведён в 2003 году. Несколько игроков соревнуются в скорости ведения мяча, точности броска и паса.

- «Звёздный конкурс бросков НБА» — в конкурсе участвуют команды составленные из: ветерана закончившего карьеру, игрока ЖНБА и действующего игрока НБА. Команды составляются по принципу принадлежности к команде определённого города.

### Воскресенье
- «Матч всех звёзд НБА»